# ジョマ・ガンボア
ジョマ・ガンボア（Joma Gamboa、1973年4月25日 - ）は、フィリピン出身の元プロボクサー。元WBA世界ミニマム級王者。ジョー小泉のマネージメントを受け、1996年頃の一時期はガンボア 小泉（ガンボア こいずみ）のリングネームで試合を行った。

## 来歴
1993年3月27日、プロデビュー。
8KOを含む9連勝の後、10戦目にフィリピンミニマム級王座を獲得した。その後ノンタイトル2試合を挟み、初防衛戦でジェリー・パハヤハイに敗れて同王座から陥落した。再起戦で勝利を収め、パハヤハイとのリターンマッチで同王座を奪還し、返上した。
1996年4月27日、WBC世界ライトフライ級タイトルマッチで王者サマン・ソーチャトロンに挑戦するも7RTKO負けとなった。
その後は引分を挟んで勝利を重ね、WBAラテンアメリカライトフライ級王座を獲得した。日本でも久留島亮をTKOで破るなど勝利を積み重ね、1999年10月9日に空位のWBA世界ミニマム級王座をノエル・アランブレットと争うが判定負けで王座獲得ならず。
2か月後の1999年12月4日、日本でWBA世界ミニマム級暫定王座決定戦を安部悟と争い、同王座を獲得した。
2000年4月9日、日本の佐井敦史を破り暫定王座の初防衛に成功した。
2000年8月20日、両国国技館で正規王者ノエル・アランブレットとの王座統一戦に勝利して正規王座を獲得した。アランブレットは前日計量に失敗し、王座を剥奪されていた。
2000年12月6日、パシフィコ横浜で星野敬太郎に敗れ、初防衛に失敗、王座から陥落した。
2002年1月29日、パシフィコ横浜で星野敬太郎と王座決定戦を争ったが敗れて王座奪還に失敗した。
2002年5月31日、WBCインターナショナルライトフライ級王座に挑戦するも引分で獲得ならず。
2004年1月10日、ホルヘ・アルセの持つWBC世界ライトフライ級タイトルに挑戦するが2RKO負けを喫した。その後2戦2敗となり、現役を引退した。
2009年4月より高砂ボクシングジムでトレーナーを務めている。

## 戦績
- プロボクシング：45戦33勝（22KO）10敗2分